# Hoya mindorensis
Hoya mindorensis ist eine Pflanzenart der Gattung der Wachsblumen (Hoya) in der Unterfamilie der Seidenpflanzengewächse (Asclepiadoideae). Sie ist auf den Philippinen beheimatet.

## Merkmale
Hoya mindorensis ist eine epiphytisch lebende, kletternde, ausdauernde krautige Pflanze. Die wenig verzweigten Sprossachsen sind kahl und im Querschnitt rund. Der fleischige Blattstiel ist 2 bis 2,5 cm lang. Die ledrigen, kahlen Laubblätter sind verkehrt-lanzettlich oder elliptisch und zugespitzt. Sie messen nach Schlechter etwa 9 bis 12 cm in der Länge und 3,5 bis 4,5 cm in der Breite (11 × 6 cm bzw. 9 × 5 cm).
Der kahle Blütenstandsschaft ist im Querschnitt rund und etwa 2 cm lang. Der doldige Blütenstand ist kugelig und enthält bis zu 40 bzw. 40 bis 50 Blüten. Der Blütenstiel ist etwa 1,5 cm lang. Die zwittrige, radiärsymmetrische, fünfzählige Blüte besitzt einen Durchmesser von etwa 0,9 cm (Schlechter) bis 1,5 cm. Die fünf stark mit langen, weißen Haaren (Trichome) besetzten Kronblätter variieren in der Farbe von Cremeweiß, Rostrot bis Dunkelrot und Purpur. Die Kronzipfel sind zurückgeschlagen. Die Nebenkrone ist orangerot bis dunkelrot mit einem weißen Zentrum. Die flach ausgestreckten und kahlen Nebenkronenzipfel sind länglich-elliptisch und apikal zugespitzt. Die Blüten duften nicht oder nur sehr schwach. Die Anthese dauert etwa eine Woche; vor dem Abblühen wird viel Nektar abgesondert.

## Verbreitung
Hoya mindorensis kommt auf den philippinischen Inseln Mindoro und Luzon sowie auf Borneo vor.

## Systematik
Das Holotypusexemplar wurde auf der philippinischen Insel Mindoro von McGregor am Fluss Baco im April/Mai 1905 gefunden. Die Erstbeschreibung von Hoya mindorensis erfolgte 1906 durch Rudolf Schlechter in Philippine Journal of Science, 1 (Suppl.), S. 303. Das Artepitheton bezieht sich auf die Insel Mindoro.
Die zwei Unterarten von Hoya mindorensis, Hoya mindorensis subsp. superba Kloppenb., von Luzon und Hoya mindorensis subsp. mendozae Kloppenb. & Ferreras wurden von Rodda et al. (2014) wieder mit der Hoya mindorensis vereinigt.
Nach R. Govaerts können aber drei Unterarten unterschieden werden:
- Hoya mindorensis subsp. lagyoensis Kloppenb. & G.Mend.: Sie kommt nur auf den Philippinen vor.[6]
- Hoya mindorensis subsp. mindorensis: Sie kommt von den Philippinen bis Borneo vor.[6]
- Hoya mindorensis subsp. sarawakensis Kloppenb.: Sie kommt nur in Sarawak vor.[6]